# Акатенанго
Акатенанго (ісп. Acatenango) — вулкан в Центральній Америці, в департаменті Чимальтенанго, Гватемала.
Акатенанго — стратовулкан, висота якого становить 3976 метрів. Розташований недалеко від міста Антигуа, між вулканами Агуа і Атітлан. Зливається з вулканом Фуего і утворює подвійний вулкан. Вершину вулкана вінчають 2 конуси. Утворювався в 3 вулканічних етапи, починаючи з епохи плейстоцену і закінчився приблизно 20 000 років тому, формуванням конуса Єпокапа. В сучасний період вулкан вивергався постійно, найпотужніше виверження сталося 2 000 років тому, коли пірокластичні потоки досягли відстані 12 кілометрів від центру виверження.
Про вулканічну діяльність повідомляли ще індіанці в доіспанський період, а з приходом європейців і самі конкістадори. Під час археологічних розкопок на північно-східному схилі вулкана в шарах тефри знаходили керамічні вироби, вік яких датували приблизно 1400—1500 рр., що вказує на густе заселення в цьому районі в той період.
Акатенанго лежить в ланцюзі вулканів, що простягаються уздовж тихоокеанського узбережжя Гватемали і є частиною базальтового вулканічного комплексу. Останній раз вивергався в період з 11 листопада по грудень 1972 року у вигляді викидів пари, попелу і газів та покрив місцевість шаром вулканічного попелу від 5 до 10 см. Виверження мало фреатичний, експлозивний характер. Наразі вулканічної діяльності не спостерігається.